# Lúcio Vitélio, o Jovem
Lúcio Vitélio (em latim: Lucius Vitellius; 16–22 de dezembro de 69 (53 anos)), dito o Jovem (em latim: Novis ou Minor) foi um senador romano nomeado cônsul sufecto para o segundo semestre de 48 com Caio Vipstano Messala Galo. Era o segundo filho de Lúcio Vitélio, o Velho, com Sextília e irmão mais novo do futuro imperador Vitélio.

## Carreira
Depois do consulado, Vitélio serviu como vice de seu irmão, que era procônsul da África, entre 61 e 62. No "ano dos quatro imperadores" (69), Lúcio estava em Roma e teve que acompanhar o imperador Otão, rival de seu irmão, até Mutina. Depois que Vitélio o derrotou na Primeira Batalha de Bedríaco, Lúcio foi de Bonônia para Lugduno para se juntar ao irmão. Como senador, Lúcio foi o acusador do traidor Aulo Cecina Alieno, que tentou bandear para o lado de Vespasiano e foi preso por seus soldados, e Júnio Bleso, filho de Quinto Júnio Bleso, cônsul sufecto em 10 e tio de Lúcio Élio Sejano. Bleso acabou executado por Vitélio em Lugduno e Alieno foi preso. Enquanto Vitélio marchava para enfrentar Vespasiano, Lúcio foi enviado para a Campânia com algumas coortes. Lá, ele cercou e destruiu a cidade de Tarracina.
Depois da derrota de Vitélio na Segunda Batalha de Bedríaco, Lúcio foi capturado perto de Bovillae e forçado a entregar as poucas coortes que comandava. Logo depois foi enforcado juntamente com seu irmão e seu sobrinho por ordem do novo imperador Vespasiano em 22 de dezembro de 69.

## Família
Sua primeira esposa, em 46 ou 47, foi a nobre romana Júnia Calvina, filha de Marco Júnio Silano Torquato, cônsul em 19, com Emília Lépida, uma bisneta de Augusto, mas eles se divorciaram antes de 49. A segunda esposa foi uma mulher chamada Triária. Vitélio não teve filhos de nenhum destes casamentos.